# Adon (mitologia)
Adon era una divinità il cui culto era praticato principalmente nella zona dell'attuale Siria e Libano. Il suo culto era molto diffuso anche presso i Fenici, che lo veneravano come il dio che proteggeva la vegetazione.
Era lo sposo della dea Astarte.
In Frigia era noto come Attis.
Dai Greci venne identificato con Adone.
Il culto e la mitologia ha moltissimi legami con quello di Osiride.